# Ameletus cryptostimulus
Ameletus cryptostimulus is een haft uit de familie Ameletidae. De wetenschappelijke naam van de soort werd voor het eerst geldig gepubliceerd in 1978 door Frank Louis Carle.
De soort komt voor in het Nearctisch gebied.